# Microsoft Word Viewer
Microsoft Word Viewer是一個可以在Microsoft Windows執行的免費軟體，並且可以檢視和列印Microsoft Word的文件。這個軟體可以從Microsoft網站上免費下載。 Word Viewer可以從被開啟的Word文件中複製其內容，然後在Word文件內貼上。

## 支援的格式
Microsoft Word Viewer支援下列的格式：
- DOC格式 (.doc)
- Office Open XML文件 (.docx, .docm)
- RTF格式 (.rtf)
- 文本文件 (.txt)
- HTML (.htm, .html) and MHTML (.mht, .mhtml)
- Word XML 格式(.xml)
- WordPerfect v5.x 和 v6.x 檔案 (.wpd)
- Microsoft Works 文件 (.wps)

要檢視Office Open XML文件或安裝Microsoft Office Word、Excel 及 PowerPoint 檔案格式相容性套件 Microsoft Word Viewer就會被安裝。

## 歷史
在1999年3月17日發行的Word Viewer 97-2000可以開啟Word 97、Word 2000或Word for Mac 4.x或更高版本所建立的文件。 這個版本可以在Windows 16 位元或32 位元的Internet Explorer 3.x 或更高版本上檢視Word文件。
Word Viewer 2003在2004年12月15日發行。它增加了Word XP和Word 2003早期版本的支援。
Word Viewer v11（Word Viewer 2003 Service Pack 3）在2007年9月26日發行。本版本被包含在Microsoft Office Word、Excel 及 PowerPoint 檔案格式相容性套件，而且支援 Word 2007或更高版本的Office Open XML文件格式。 從此以後Word Viewer的開發就停止了（Microsof 继续提供安全更新至2019年2月） ，所以在此期間，Microsot公司已經提供了其他閱讀Office文件的方式，例如：Office Online或WordPad（內建在Windows的軟體），WordPad在Windows 7或更高版本中可以建立、查看和編輯Office Open XML文件（.DOCX），而且還支援RTF格式（.rtf）和文本文件格式（.txt）。
Word Viewer沒有可在Windows以外系統執行的版本。

## 外部連結
- Microsoft Word Viewer下載連結